# Haworthia crausii
Haworthia crausii är en grästrädsväxtart som beskrevs av M. Hayashi. Haworthia crausii ingår i släktet Haworthia och familjen grästrädsväxter. Inga underarter finns listade i Catalogue of Life.